# Daniel Forget
Pour les articles homonymes, voir Forget.
Daniel Forget est un rameur français né vers 1941.

## Biographie
Daniel Forget fait partie du deux avec barreur français remportant la médaille d'or aux  Championnats d'Europe d'aviron 1953 à Copenhague ; il est le barreur de l'embarcation à l'âge de 12 ans.
Il est également médaillé d’argent aux Championnats d'Europe d'aviron 1954 à Amsterdam et médaillé de bronze aux Championnats d'Europe d'aviron 1955 à Gand.
Dirigeant d'aviron, il est vice-président de la Fédération française d'aviron pendant 12 ans.
Il est chevalier dans l'ordre national du Mérite.